# Papa Dionís
Dionís fou el vint-i-quatrè Bisbe de Roma del 22 de juliol del 259 fins a la seva mort el 26 de desembre del 268. Fou el primer bisbe de Roma que no fou martiritzat. Es creu que va néixer a Grècia o potser a Terranova da Sibari (Calàbria, llavors Magna Grècia), tot i que no hi ha cap prova documental. En les representacions artístiques que se'n fa, Dionís sempre apareix amb la vestimenta papal, juntament amb un llibre. És venerat com a sant per diverses confessions cristianes.

## Biografia
Segons les dades del Liber Pontificalis, no se sap res dels seus orígens familiars, només que prèviament a la seva elecció consta que era un prevere de l'església romana. Durant l'exercici d'Esteve (254-257) va prendre part a la controvèrsia sobre la validesa dels bateigs herètics, al costat del seu company prevere Filemó. En aquest afer, li va adreçar una carta Dionís, bisbe d'Alexandria, on és descrit com un destacat estudiós. Va seguir mantenint correspondència amb el bisbe, que durant el pontificat de Sixt II (257-58), que li va adreçar una nova carta que tractava sobre un tal Lucià, la identitat del qual és una incògnita.

### Pontificat
Després del martiri de Sixt II, la seu diocesana romana va restar vacant durant un any a causa de les persecucions que es duien a terme contra els cristians, que va impossibilitat realitzar l'elecció d'un pontífex. Quan va començar a disminuir la intensitat, el 22 de juliol del 259 Dionís va ser elegit bisbe de Roma. Això succeeix pocs mesos abans de la fi de la persecució mitjançant d'un edicte de tolerància de Gal·liè, que va donar certa estabilitat i una existència legal a l'església, que va aconseguir recuperar els seus edificis, terres —com els cementiris— i altres béns, que Dionís va començar a administrar i a posar en ordre després de la desestructuració provocada per l'emperador Valerià I. El Liber Pontificalis, de fet, diu que Dionís va dur a terme una sèrie d'assignacions d'esglésies i cementiris als sacerdots, així com de les parròquies de la diòcesi, una afirmació que va Louis Duchesne va entendre com l'organització eclesiàstica de la ciutat de Roma, assignant cementiris suburbans a les esglésies —de fet la paraula parròquia denota un caràcter rural—, així com els límits de les diòcesis incloses dins de la metropolitana, que era potestat del bisbe de Roma.
Vers el 260, el bisbe Dionís d'Alexandria va escriure una carta a Ammoni i Eufranor en contra del sabel·lianisme, on s'expressà de forma inexacta sobre el logos i la seva relació amb Déu Pare. A causa d'això, el papa Dionís va llençar una acusació contra el bisbe i va convocar un sínode vers els mateixos anys per resoldre la qüestió. El pontífex va emetre, en nom seu i del consell, una carta doctrinal important en què, en primer lloc, va condemnar la doctrina errònia de Sabel·li i, després, va refusar les falses opinions d'aquells que, com els marcionites, de forma similar separaven la monarquia divina en tres hipòstasis completament diferents o que representen Déu Fill com un ésser creat, mentre que la Bíblia el declaraven que havia estat engendrat, refutant citar passatges per demostrar doctrines falses. Juntament aquesta epístola de caràcter doctrinal, Dionís va enviar una carta separada al bisbe d'Alexandria, en la qual li demanava que exposés els seus punts de vista, que va fructificar en l'Apologia, de la qual el papa sembla va quedar-ne satisfet.
Seguint antigues tradicions, Dionís va estendre la seva atenció als fidels ubicats en terres llunyanes, n'és un exemple la dedicació que va tenir amb els cristians de la Capadòcia, que es trobaven amenaçats per les incursions dels pobles gots. El papa va enviar una carta de consol a l'església de Cesàrea i els va remetre una important suma de diners a través de missatges per a la redempció dels cristians esclaus. També consta que va rebre una carta circular sobre els debats que hi hagué al Gran Sínode d'Antioquia, on es va deposar Pau de Samòsata.

### Mort
Va morir el 26 de desembre de 268, enterrat l'endemà a la cripta dels papes de la Catacumba de Sant Calixt.